# Rue Lemaignan
La rue Lemaignan est une voie située dans le quartier du Parc-de-Montsouris du 14e arrondissement de Paris, en France.

## Situation et accès
- Longue de seulement 90 m, elle se termine par un escalier débouchant sur la place Jacques-Debu-Bridel, à l'angle nord-est du parc Montsouris.

## Origine du nom
La rue tire son nom de celui d'un ancien  propriétaire.

## Historique
La voie prend sa dénomination actuelle en 1879 et est classée dans la voirie de Paris par décret du 19 juin 1880.